# 107-й отдельный сапёрный батальон
107-й отдельный сапёрный батальон — воинское подразделение в вооружённых силах СССР во время Великой Отечественной войны. За время войны существовало три различных сапёрных подразделения с одним и тем же номером.

## 107-й отдельный сапёрный батальон 6-го стрелкового корпуса
Сформирован, очевидно, в Сибирском военном округе вместе с управлением 6-го стрелкового корпуса летом 1942 года.
В составе действующей армии с 04.10.1941 по 19.04.1943.
Повторил путь 6-го стрелкового корпуса.
19.04.1943 в Гжатске преобразован в 96-й гвардейский отдельный сапёрный батальон 19-го гвардейского стрелкового корпуса

## 107-й отдельный сапёрный батальон 93-й стрелковой дивизии 1-го формирования
Сформирован, очевидно, в Сибирском военном округе в 1936 году.
В составе действующей армии с 23.10.1941 по 20.04.1942.
Повторил путь 93-й стрелковой дивизии 1-го формирования.
20.04.1943 преобразован в 30-й гвардейский отдельный сапёрный батальон.

## 107-й отдельный сапёрный батальон 93-й стрелковой дивизии 2-го формирования
Сформирован летом 1942 года в Дзержинске.
В составе действующей армии с 22.08.1942 по 08.05.1943 и с 25.08.1943 по 09.05.1945 года
Повторил путь 93-й стрелковой дивизии 2-го формирования.

## Другие инженерно-сапёрные подразделения с тем же номером
- 107-й гвардейский отдельный сапёрный батальон
- 107-й отдельный моторизованный штурмовой инженерно-сапёрный батальон
- 107-й отдельный инженерно-минный батальон